# Wappen des Landkreises Oberviechtach
Das Wappen des Landkreises Oberviechtach war bis zu seiner Auflösung am 1. Juli 1972 das offizielle Hoheitszeichen des Landkreises Oberviechtach. Es zeigt in rotem Schild einen silbernen gegenästigen Balken.

## Geschichte
Das Wappen führt das der Herrschaft Murach fort, aus dessen Gebiet der Landkreis überwiegend bestand. Den Grafen von Sulzbach folgten 1188 die spanheimischen Grafen von Ortenburg als Besitzer der Herrschaft, die sich seit Mitte des 13. Jahrhunderts auch nach Murach benannten. 
Während die pfalzgräfliche Linie des Hauses Ortenburg als Zeichen den Panther führte, zeigt das Wappen der anderen Linie seit etwa 1238 den gegenästigen Balken. Im Wappen des Grafengeschlechts Ortenburg-Tambach nimmt er die Form eines schrägen Wechselinnenbalkens an.